# Eremurus altaicus
Eremurus altaicus là một loài thực vật có hoa trong họ Thích diệp thụ. Loài này được (Pall.) Steven miêu tả khoa học đầu tiên năm 1832.